# Jaqué (Darién)
Jaqué es un corregimiento del distrito de Chepigana en la provincia de Darién, República de Panamá. La población tiene 2.386 habitantes (2010).